# Обрієта
Обрієта (лат. Aubrieta) — рід квіткових рослин родини капустяні.

## Пощирення
Рослини роду Обрієта родом з Південної Європи (Південна Франція, Італія, Балкани, Мала Азія) до Близького Сходу (Іран), вирощуються у садах та альпінаріях по всій Європі.
.

## Назва
Мішель Адансон назвав рід на честь Клода Обріє (1651—1742) — французького художника, працював у жанрі ботанічної ілюстрації.

## Ботанічний опис
Ґрунтопокривні багаторічні вічнозелені трав'янисті рослини, що живуть на скелях та берегах річок. Квіти рожевого, фіолетового або білого кольору. Листорозміщення чергове, край листка зубчастий або цілісний. Ці рослини світлолюбні, віддають перевагу добре дренованим ґрунтам, не чутливі до різної кислотності ґрунтів, можуть рости у півтіні та на відкритому сонці.(англ.)

## Види
Рід нараховує понад 12 видів.
- Aubrieta alba
- Aubrieta canescens
- Aubrieta columnae
- Aubrieta ×cultorum
- Aubrieta deltoidea
- Aubrieta erubescens
- Aubrieta glabrescens
- Aubrieta gracilis
- Aubrieta libanotica
- Aubrieta olympica
- Aubrieta parviflora
- Aubrieta pinardii